# Torre del Hoyo Grande
La Torre del Hoyo Grande es una montaña de la cordillera Cantábrica ubicada en el macizo central de los Picos de Europa. Mide 2596 m s. n. m.. 
Se localiza al norte de la Torre de las Llastrias y al sureste de la Torre de la Palanca. Administrativamente, pertenece al municipio leonés de Posada de Valdeón.

## Rutas de acceso
Una de las rutas de montañismo para acceder a la Torre del Hoyo Grande parte de la estación superior de El Cable, por encima de Fuente Dé (Cantabria). Dicho itinerario transcurre por el PR-PNPE 23, el refugio de Cabaña Verónica, Hoyos Sengros, la Collada Blanca y el Hoyo Trasllambrión.
También se puede ascender a la mencionada cumbre desde la provincia de León por el Hoyo del Llambrión y Tiro Callejo partiendo del refugio de Collado Jermoso.